# Голицын, Михаил Михайлович (1731)
Князь Михаи́л Миха́йлович Голи́цын (18 июля 1731 — 21 января 1804) — русский горнозаводчик, генерал-поручик, камергер из младшей ветви рода Голицыных («Михайловичи»).

## Биография
Родился 18 июля 1731 года в семье главы русского флота князя Михаила Михайловича Голицына и его второй супруги Татьяны Кирилловны, дочери К. А. Нарышкина.
После реформы дворянского самоуправления служил тарусским уездным предводителем дворянства (1781) и калужским губернским (1782) предводителем дворянства.
Благодаря браку с наследницей старшего из Строгановых стал крупным уральским горнозаводчиком. 
Основатель Архангело-Пашийского завода (1785), владелец железоделательных заводов в Пермской губернии, в т.ч. Нытвенского (1756) и Кусье-Александровского (1751, совместно со свояком, князем Б. Г. Шаховским).
Умер 21 января 1804 года. Изысканное надгробие князя в Голицынской усыпальнице Донского монастыря изваял С. С. Пименов.

## Семья
Голицын женился 15 сентября 1757 года на Анне Александровне Строгановой (1739—1816), старшей дочери барона Александра Григорьевича Строганова, одного из богатейших людей империи. В приданое она принесла усадьбу Кузьминки, в браке имели 10 детей:
- Дмитрий Михайлович (25 августа 1758 — 25 декабря 1782) — капрал лейб-гвардии Конного полка;
- Михаил Михайлович (старший) (16 августа 1759 — 21 октября 1815);
- Екатерина Михайловна (15 января 1763—1823) — фрейлина;
- Анастасия Михайловна (14 августа 1764 — 10 ноября 1854);
- Михаил Михайлович (младший) (15 февраля 1766—1766);
- Елизавета Михайловна (2 сентября 1768 — 16 августа 1833) — супруга генерал-поручика Александра Петровича Ермолова (1757—1835);
- Татьяна Михайловна (30 сентября 1769 — 8 ноября 1840) — супруга генерал-поручика князя Ивана Ивановича Прозоровского;
- Александр Михайлович (8 сентября 1772 — 31 июля 1821) — собиратель живописи, гофмейстер великой княгини Екатерины Павловны; женат на княжне Наталье Фёдоровне Шаховской (1779—1807);
- Сергей Михайлович (9 июля 1774 — 7 февраля 1859) — знаменитый «столп» московского общества; с 1799 года женат на Авдотье Ивановне Измайловой (1780—1850);
- Елена Михайловна (1776 — 18 июня 1855).

## Награды
- Награждён орденом Св. Георгия 4-й степени (№ 163 (142); 5 октября 1771).

За храбрость и мужество, оказанные во время штурма при завладении Перекопской линии 14 июня 771 года
- Также награждён другими наградами, среди которых польские ордена Св. Станислава и Белого орла.